# Trennungsprinzip (Verkehr)

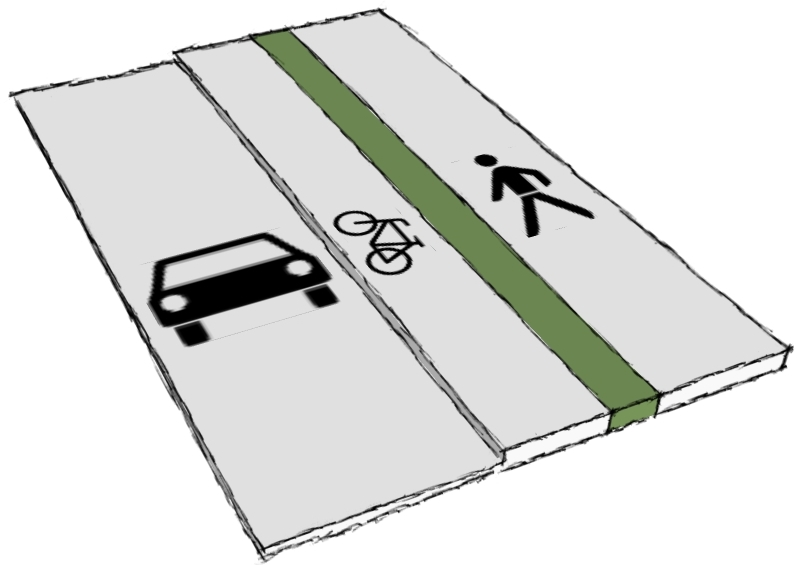
Schematische Darstellung des Trennungsprinzips

Das Trennungsprinzip wird in der Verkehrsplanung verwendet, um die Verkehrsflächen des motorisierten Verkehrs, des Radfahrverkehrs und des Fußgängerverkehrs voneinander zu trennen. Dadurch wird im Allgemeinen die Gleichmäßigkeit des Verkehrsablaufs erhöht.
Der Hauptnachteil ist, dass insbesondere die Trennung von Radfahrern und Motorfahrzeugen das Unfallrisiko unterschiedlichen Untersuchungen zufolge erhöht (vermutlich, weil das Trennungsprinzip an jeder Einmündung und Kreuzung unterbrochen wird). Außerdem bedeutet das Trennungsprinzip einen hohen Flächenverbrauch und der Straßenbau ist deutlich teurer. Das Trennungsprinzip wird deshalb vielerorts durch das Mischungsprinzip ersetzt. Ein radikaler Gegenversuch zum Trennungsprinzip ist der Shared Space.
Die horizontale Trennung des Fahr- und Gehverkehrs ist nach dem britischen Stadtplaner Colin Buchanan neben dem Mischungsprinzip und der vertikalen Trennung eine von drei Strategien zur Erschließung von Stadtzentren. Demnach muss im Hinblick auf die Funktionsfähigkeit von Stadtzentren und deren Umweltverträglichkeit ein Gleichgewicht herrschen zwischen Flächen für den fließenden und ruhenden Verkehr, Flächen für den Lieferverkehr, Flächen für den öffentlichen Personennahverkehr, Flächen für Radfahrer und Fußgänger und Nutzflächen. Die Anforderung gilt auch für das Mischungsprinzip.